# 2015-ös Türkvíziós Dalfesztivál
A 2015-ös Türkvíziós Dalfesztivál volt a harmadik Türkvíziós Dalfesztivál, melynek Törökország legnagyobb városa, Isztambul adott otthont. Eredetileg a türkmenisztáni Mary majd Aşgabat lett volna a rendező város. A pontos helyszín a Yahya Kemal Beyatlı Kültür Merkezi volt. Az Eurovíziós Dalfesztivállal ellenben itt nem az előző évi győztes rendez. A döntőre december 19-én került sor. A 2014-es verseny a kazak Janar Duǵalova győzelmével zárult, aki az Izin kórem című dalát adta elő Kazanyban. A verseny az Eurovíziós Dalfesztiválhoz hasonló, annyi eltéréssel, hogy itt azok az országok, régiók és népcsoportok vesznek részt, ahol nagy számban beszélik valamelyik török nyelvet, vagy ahol számottevő a török népesség.

## A helyszín és a verseny
A verseny pontos helyszíne a törökországi Isztambulban található Yahya Kemal Beyatlı Kültür Merkezi volt, mely 10 000 fő befogadására alkalmas. Ezzel ez volt az eddigi legnagyobb befogadóképességű intézmény, mely valaha otthont adott a dalfesztiválnak.
| Törökország Isztambul |

Eredetileg Mary majd Aşgabat rendezte volna a megmérettetést. Ez volt az első alkalom, hogy nem a Török világ kulturális és művészeti fővárosa rendezte a versenyt.
2015. november 10-én bejelentették, hogy az eredeti tervekkel ellentétben nem tizenkettő, hanem tizennégy ország jut tovább az elődöntőből a döntőbe. Azonban később hivatalossá vált, hogy az alacsony résztvevői szám miatt első alkalommal nem rendeznek elődöntőt.
Az egyik műsorvezető, Vatan Şaşmaz korábban 2013-ban volt az elődöntő egyik házigazdája.
Ez volt az első alkalom, hogy jelentésben két dalnak is ugyanaz volt a címe: a fehérorosz Azadlıq és az üzbég Ozodlik jelentése egyaránt Szabadság. Érdekesség, hogy a két dal az utolsó két helyen végzett.

## A résztvevők
Először vett részt a versenyen Szandzsák és Szíria, egy kihagyott év után tért vissza Észak-Ciprus, Fehéroroszország és Koszovó, valamint visszalépett az eredeti rendező, Türkmenisztán.
Először fordult elő, hogy egy terület politikai okok miatt maradt távol a versenytől, és rögtön tizenkét ilyen is volt: a kumikok és a Sztavropoli határterület első indulójukat küldték volna, az Altaj köztársaság egy kihagyott év után tért volna vissza, míg Baskíria, Hakaszföld, Jakutföld, Kabard- és Balkárföld és Karacsáj- és Cserkeszföld, a de facto Oroszországhoz tartozó Krími Autonóm Köztársaság, Moszkva, Tatárföld és Tuva visszaléptek, történetük során először. Korábban már mindegyik terület kiválasztotta indulóját: a kumikokat Gulmira, Fatima és Kamilya képviselték volna az Alğa! (magyarul: Előre!) című dalukkal, a Sztavropoli határterületet İslam Satırov a Tuvgan erım (magyarul: Szülőföld) című dallal, az Altaj Köztársaságot Emil Tolkoçekov, Baskíriát Ziliə Bəxtieva és az Əs-Sələm, Hakaszföldet Sayana Soburova (sorozatban másodszor, visszatérő előadóként) és Olga Vasilyeva, Jakutföldet Dalaana, Kabard- és Balkárföldet és Karacsáj- és Cserkeszföldet Aris Appajev az Unutma meni (magyarul: Ne felejts el) című dallal, a Krími Autonóm Köztársaságot Safiye Denişayeva az Aqın dostlar (magyarul: Gyerünk, barátaim) című dallal, Moszkvát Zuleyha İlbakova a Bәlәkәy qıź (magyarul: Kislány) című dallal, Tatárföldet a Yamle a Miras (magyarul: Örökség) című dallal, Tuvát pedig Arƶaana Stal-ool képviselte volna, aki a Tuvam (magyarul: Az én Tuvám) című dalt adta volna elő Isztambulban. Az orosz kormány a 2015-ös őszi orosz-török konfliktus következtében felfüggesztette a versennyel szoros kapcsolatban álló TÜRKSOY oroszországi területeinek tagságát, így az összes orosz terület kénytelen volt távol maradni a dalfesztiváltól.
Így huszonegy ország és terület vett részt a versenyen, ami az eddigi legalacsonyabb létszám volt.
Az észak-ciprusi İpek Amber 2014-ben már megnyerte a terület nemzeti válogatóját, azonban nem tudott részt venni a kazanyi versenyen, mivel Oroszország nem ismeri el Észak-Ciprus függetlenségét, így a delegáció nem léphetett be az ország területére. Érdekesség, hogy versenydalával egy évvel korábban, Kazánban képviselte volna a területet.
2014 után másodszor vett részt az albán Xhoi Bejko (ezúttal Visar Rexhepi közreműködésében), a bolgár Iszmail Matev (a Big Star Life tagjaként) és a macedón Kaan Mazhar.
A fehérorosz Hjunes Abaszava, a grúz Afik Novruzov és az iráni Mesut Barış a nemzetközi, szakmai zsűri tagjaként voltak jelen a megmérettetésen. Abaszava 2013-ban a második helyen végzett országa képviseletében, Novruzov ugyanabban az évben Eynar Balakişiyev közreműködésében kiesett az elődöntőben, míg Barış Irán első versenyzője volt a Barış Grubu tagjaként 2014-ben, és az elődöntő nyolcadik helye után a döntőben tizenharmadik lett.

## A szavazás
Első alkalommal a versenyen három kategóriában különdíjat is kiosztottak: a Békedíjat Irak, a Baráti díjat Szíria, a Zsűri különdíját pedig Németország versenyzője kapta meg.
Az előző évhez képest a műsor végén nem ismertették az egyes zsűritagok által kiosztott pontokat, csak az összesített pontszámokat jelentették be.

### Zsűri
| - Avni Qahili - İsa Məlikov - Ahmed Švrakić - Erhan Hjuszein - Ertan Birinci - Hjunes Abaszava - Petr Petkoviç - Afik Novruzov - Yalman Hajarov - Mesut Barış - Bolat Baýyrjanuly Majaǵulov | - Kanatbek Kultaev - Reşit İsmet - Sedat Azizoğlu - Volkan Gücer - Nejat Sali - Denis Mavrič - Ömer Gürcan - Cengiz Erdem - Nadezsda Malenkova - Çokay Koçar |

## Döntő
A döntőt 2015. december 19-én rendezték huszonegy ország és régió részvételével. A végeredményt a szakmai zsűri szavazatai alakították ki.
A részletes pontszámokat nem hozták nyilvánosságra.
| #  | Ország              | Nyelv         | Előadó                      | Dal                 | Magyar fordítás              | Helyezés | Pontszám |
| -- | ------------------- | ------------- | --------------------------- | ------------------- | ---------------------------- | -------- | -------- |
| 01 | Németország         | török         | Derya Kaptan                | Sessiz çığlık       | Csendes kiáltás              | 11.      | 153      |
| 02 | Albánia             | török         | Xhoi Bejko és Visar Rexhepi | Adı hasret          | Közös vágy                   | 8.       | 154      |
| 03 | Azerbajdzsán        | azeri         | Mehman Tağıyev              | İstanbul            | Isztambul                    | 7.       | 155      |
| 04 | Fehéroroszország    | azeri         | Saşa Kazımova               | Azadlıq             | Szabadság                    | 20.      | 126      |
| 05 | Bosznia-Hercegovina | bosnyák       | Adis Škaljo                 | Pa šta              | És akkor mi van?             | 12.      | 153      |
| 06 | Bulgária            | török         | Big Star Life               | İstanbul’dayız      | Mi Isztambulban              | 6.       | 162      |
| 07 | Grúzia              | azeri         | Anar Askerov                | Tənha ürək          | Magányos szív                | 16.      | 138      |
| 08 | Irak                | iraki türkmén | Sırmalı                     | Serenat             | Szerenád                     | 17.      | 137      |
| 09 | Irán                | azeri         | Reza Esbilani               | Mənim arzum         | Álmom                        | 19.      | 131      |
| 10 | Kazahsztán          | kazak         | Orda                        | Olaı emes           | Nem úgy van                  | 2.       | 185      |
| 11 | Kirgizisztán        | kirgiz        | Jiydeş İdirisova            | Kim bilet           | Ki tudja?                    | 1.       | 194      |
| 12 | Koszovó             | török         | Tolga Kazaz                 | Sevmek günah mıdır? | Bűn a szerelem?              | 14.      | 141      |
| 13 | Észak-Ciprus        | török         | İpek Amber                  | Sessiz gidiş        | Csendes indulás              | 9.       | 154      |
| 14 | Macedónia           | török         | Kaan Mazhar                 | Böyle olmamalıydı   | Nem így kellett volna lennie | 4.       | 165      |
| 15 | Gagauzia            | gagauz        | Valentin Ormanjı            | Sev beni sev        | Szeress engem, szeress!      | 10.      | 154      |
| 16 | Üzbegisztán         | üzbég         | KaaPlya és Hurdona          | Ozodlik             | Szabadság                    | 21.      | 119      |
| 17 | Románia             | török         | Edvin Eddy                  | Seviyorum, anlasana | Szeretlek, érted?            | 18.      | 134      |
| 18 | Szandzsák           | bosnyák       | Almedin Varošanin           | İz[a]               | Nyom                         | 15.      | 140      |
| 19 | Szíria              | török         | Adil Şan                    | Geliş               | Érkezés                      | 5.       | 165      |
| 20 | Törökország         | török         | Görkem Durmaz               | Hırçın sular        | Zsémbes vizek                | 3.       | 175      |
| 21 | Ukrajna             | gagauz        | Anna Mitioglo               | Baaşla bana         | Bocsáss meg!                 | 13.      | 148      |

1.↑ a: A török nyelvű cím ellenére maga a dal bosnyák nyelven hangzott el.

## Térkép

Részt vevő országok, régiók
Országok, régiók, melyek korábban részt vettek, de ebben az évben nem

## Visszatérő előadók
| Előadó                                      | Ország    | Előző év(ek) |
| ------------------------------------------- | --------- | ------------ |
| Iszmail Matev (a Big Star Life tagjaként)   | Bulgária  | 2014         |
| Kaan Mazhar                                 | Macedónia | 2014         |
| Xhoi Bejko (Visar Rexhepi közreműködésében) | Albánia   | 2014         |

## Közvetítés
| - Tring TV - ATV - Hayat TV - Kıbrıs Genç TV - GRT Television - Marmueli Television - Türkmeneli TV - Habar TV, Adam Media Group | - KTRK - MRT 2 - Türkshow - Alpha Media TV - RTV Novi Pazar - ATV Avrupa, Kral TV, Ordu Boztepe TV, TMB TV - Juzsnaja volna TV, ODTRK Odessza |